# 猪俣睦彦
猪俣 睦彦（いのまた むつひこ、1946年〈昭和21年〉6月2日 - 2019年〈令和元年〉10月10日）は、鹿児島県鹿児島市天文館生まれ、姶良市出身で同県を拠点に活躍していたローカルタレント。血液型B型。

## 略歴
鹿児島県立加治木高等学校卒業、東京での俳優修行し後に帰郷してMBCラジオの放送劇団に参加、やがて鹿児島のTV、ラジオ、CMになくてはならない存在となった。やや天然ボケ風だが気取らず軽妙な鹿児島弁トークに、時折ギャグを織り交ぜた明るく誰からも愛されるキャラクター。トレードマークの太い眉毛に団栗眼と人なつっこい笑顔は常に絶やさない。タレント活動以外にも、県内各地で行われるシンポジウムのゲストコメンテーターなどとしても活躍した。
東京時代の事実は永年オフレコ扱いで触れられることはなかったが、2008年に峰岸徹が死去した折に思い出話として、お互い若き日の東京で何度か飲み明かし、愛称で呼び合うほどの仲であったことが自身の口で語られて封印が解かれた。また、同年暮れの新宿コマ劇場の閉鎖に際して一時近所に住んでおり、自分の庭先のように飲みに通っていたエピソードも披露されている。
2016年頃より大腸癌により闘病をしていたが2019年10月10日に鹿児島市内の病院で死去。73歳没。

## 出演番組

### ラジオ番組
- むっちゃんのきょうも元気にChi・Ka・Raこぶ（2001年4月 - 2009年3月）
- 土曜ワイドラジオTOKYO 永六輔その新世界（TBSラジオ、2008年9月13日放送分）
  - 関東ローカルだが、この日は鹿児島からの出張放送でTBSラジオのレポーターと伴に鹿児島市電や天文館から生レポートした。この部分はMBCラジオでもネットされた。
- (むっちゃんの)チェストいけヤング
  - この番組は毎週日曜に局内のラジオ第二スタジオに観覧者を来場させて公開生放送、同番組の素人参加コーナーより多くのミュージシャンやタレントの原石が発掘された。また長渕剛など親交が深い人物のゲスト出演もあった。同枠で現在の後継番組は『スマイリー園田のLive Alive』
- むっちゃんの今日の鹿児島
- むっちゃんの「いきいき鹿児島！」
- むっちゃんのいきいきサタデー
- さつまお笑い劇場
- 城山スズメ[1]

### テレビ番組
- さつまお笑い劇場（ - 2001年？）；寸劇コント（再現ドラマ）に出演
- 奥様ワイド（1970年代）
- ふれあいタウンきゅーと55[1]
- むっちゃんかごしまNOW ：（1980年代後半 - 1993年？）
  - 伝説のかごしま弁ニュースのコーナーをはじめ、全編にわたって唐芋標準語が使われた。
- むっちゃんのお天気ナウ(平日 17:55 - 18:00)
  - かごしまNOWの後番組である、お天気ナウでは気象解説を行ったが、気象予報士資格は無いためお天気キャスターの役割であった。
  - ニュースの森が2000年4月3日から放送時間を繰り上げ17:54スタートとなった為、2000年3月31日をもって終了した。
    - 2009年度の平日の19:50-19:55にほぼ同名の「お天気ナウ」が放送されたが、こちらは同局の気象予報士が出演しており猪俣は関係しない別番組である。
- スーパーからこんにちわ；（1980年代？ - 2002年？）
  - 冠スポンサー・タイヨーの鹿児島県内各地の店舗からの公開録画の形式で収録されていた。売り出しや販売促進とからめた番組だった。同枠の後番組は内容をリニューアルした『SunSunクッキング』。
- SunSunクッキング

### ローカルCM

#### ラジオスポットCM
- 現金問屋あけぼの
- JAバンクかごしま（年金）
- お仏壇の垂水佛光堂
- 江戸っ子寿司グループ各社
- 印刷の新生社
- 丸一製薬「白紅」
- 松山ゆきひろ薬局
- 再春館製薬所「つうさんとう」他多数

#### テレビCM
- 富士屋のカライモ飴 - 猪俣のCM代表作。「カライモアメは、やっぱぁぃ、ふじやあめで〜ぇ〜す」との唐芋標準語は10数年続いた。
- このほか、公益性の高いCMキャンペーンにもスポットで多数出演。